# Cefepim
Cefepim (łac. cefepimum) – wielofunkcyjny organiczny związek chemiczny, bakteriobójczy antybiotyk beta-laktamowy z grupy cefalosporyn IV generacji, oporny na działanie większości β-laktamaz w tym  β-laktamaz o rozszerzonym spektrum działania i β-laktamaz chromosomalnych. 

## Mechanizm działania
Cefepim jest antybiotykiem bakteriobójczym, hamującym syntezę ściany komórkowej bakterii Gram-ujemnych oraz Gram-dodatnich poprzez unieczynnianie białek wiążących penicylinę. Cefepim jest oporny na działanie większości β-laktamaz w tym β-laktamaz o rozszerzonym spektrum działania oraz β-laktamaz chromosomalnych. 

## Zastosowanie
- zakażenia u dorosłych i dzieci w wieku od 2 miesiąca życia[4]:
  - zapalenie płuc
  - ciężkie zakażenia układu moczowego
  - powikłane zakażenia wewnątrzbrzuszne
  - ciężkie zakażenia w obrębie jamy brzusznej
  - zapalenie otrzewnej
  - zapalenie pęcherzyka żółciowego
  - zakażenia skóry i tkanek miękkich
- gorączka neutropeniczna z podejrzeniem zakażenia bakteryjnego
- zapobieganie zakażeniom po operacji w zakresie jamy brzusznej.

W 2016 roku cefepim był dopuszczony do obrotu w Polsce w preparatach prostych.

## Działania niepożądane
Cefepim może powodować następujące działania niepożądane, występujące ≥1/1000 (bardzo często, często i niezbyt często):
- kandydoza pochwy
- kandydoza jamy ustnej
- niedokrwistość
- eozynofilia
- małopłytkowość
- leukopenia
- neutropenia
- ból głowy
- zakrzepowe zapalenie żył powierzchownych w miejscu wstrzyknięcia
- biegunka
- zapalenie okrężnicy
- rzekomobłoniaste zapalenie jelit
- nadwrażliwość
- ból głowy
- zakrzepowe zapalenie żył powierzchownych
- nadwrażliwość skórna
- gorączka
- świąd
- wzrost aktywności aminotransferazy alaninowej (AlAT) w osoczu krwi
- wzrost aktywności aminotransferazy asparaginianowej (AspAT) w osoczu krwi
- wzrost stężenia bilirubiny w osoczu krwi
- wzrost stężenia mocznika w osoczu krwi
- wzrost stężenia kreatyniny w osoczu krwi
- wydłużenie czasu protrombinowego w osoczu krwi
- wydłużenie czasu częściowej tromboplastyny w osoczu krwi.